# 名妓連組合
名妓連組合（めいぎれんくみあい）は、愛知県名古屋市中区久屋大通にある名古屋の舞妓・芸妓の団体。

## 概要
1952年（昭和27年）、名古屋芸妓株式会社として設立。1958年（昭和33年）より名妓をどりを名鉄ホールにて39回まで開催するが、組合員減少により株式会社解散。2000年（平成12年）に名妓連組合として新発足。2009年（平成21年）には、約20年ぶりに10代の舞妓がデビューしたことで話題となった。また、同年10月に行われた54年ぶりとなる熱田神宮本殿遷座祭で、奉祝行事の舞踊を舞った。2015年（平成27年）以降、大須演芸場の正月初席の番組で舞を披露している。2000年（平成12年）11月に新生名妓連として発足し、現在に至る。
日本舞踊は名古屋西川流が指導している。他に、鳴物、太鼓、鼓、笛、邦楽、三味線、唄などの稽古があり、伝統芸である「金の鯱」の習得は必須となっている。